# Главное управление разведки Министерства обороны Украины
Главное управление разведки Министерства обороны Украины (ГУР МОУ) (укр. Головне управління розвідки Міністерства оборони України) — орган военной разведки Министерства обороны Украины, осуществляющий разведывательные функции в военной, военно-политической, военно-технической, военно-экономической, информационной и экологической сферах.

## История
Военная разведка Украины основана 7 сентября 1992 года, когда Президент Украины подписал Указ о создании Управления военной стратегической разведки Министерства обороны Украины. Но разведка Украинского государства имеет длительную историю.

### 1917—1921
После Февральской революции 1917 года и образования Центральной Рады началось формирование украинской государственности, в ходе которого началось создание вооружённых сил, спецслужб и разведывательных органов.
В дальнейшем началось создание военного атташата Украинской Народной Республики.
Первым военным дипломатом УНР стал офицер армии УНР Юрий Гасенко. В декабре 1917 года Генеральный секретарь УНР выдал ему мандат для выполнения специальной миссии за границей. Ю. Гасенко сумел провести ряд важных мероприятий дипломатического и разведывательного характера в Вене, Берлине, Париже, Лондоне, Риме, Вашингтоне и других столицах.
В период Центральной Рады слабая боеспособность и слабое финансирование спецслужб УНР в деле защиты интересов государства как на внутреннем, так и на внешнем фронтах на фоне неблагоприятной для страны расстановки сил, отсутствием надлежащей вооруженной защиты, зависимостью правительства от иностранного влияния привели Центральную Раду к просчетам во внутренней и внешней политике.
После разгона Центральной рады в апреле 1918 года было провозглашено создание Украинской державы, руководство которой после прихода к власти сохранило кадры военной разведки и приняло меры по развитию её системы. В это время широко использовались разные формы агентурной работы, технические средства, в первую очередь, радиоперехваты, военная авиация, налаживалась деятельность резидентур заграничного отделения Генштаба.
Позже Директория не только сохранила направления, формы и методы сбора информации Гетманатом, но и развила разведку как в горизонтальном, так и вертикальном направлениях. Осуществлялось информационное обеспечение Армии УНР на тактическом и стратегическом уровнях. Исследователь Я. Тинченко замечает: «…украинская разведка иногда имела данные о красных и белых войсках более точные, нежели даже их командование».
В мае 1920 года при Разведочной управе Генштаба создаётся Информационное бюро (ИНФИБРО) во главе с полковником М. Красовским. Об эффективности работы ИНФИБРО свидетельствует тот факт, что большевики назначили за голову каждого сотрудника этого органа по 300 тысяч рублей.

### Советский период
Создание советских разведывательных органов на территории Украины началось после Октябрьской революции 1917 года, в условиях гражданской войны и иностранной военной интервенции.
В предвоенный период существовали резидентуры в 45 странах, включая фашистскую Германию и её союзников.
Великая Отечественная война стала серьёзным испытанием для сотрудников и органов советской военной разведки. Во время войны территория Украинской ССР была оккупирована, однако в тылу немецких войск была развёрнута партизанская война и деятельность разведывательно-диверсионных групп, в которой принимали участие сотрудники советских разведывательных органов.
В послевоенное время развитие военной разведки проходило быстро на основе накопленного опыта работы в сложных условиях международной обстановки под угрозой превращения «холодной войны» в «горячую».

### Разведка независимой Украины

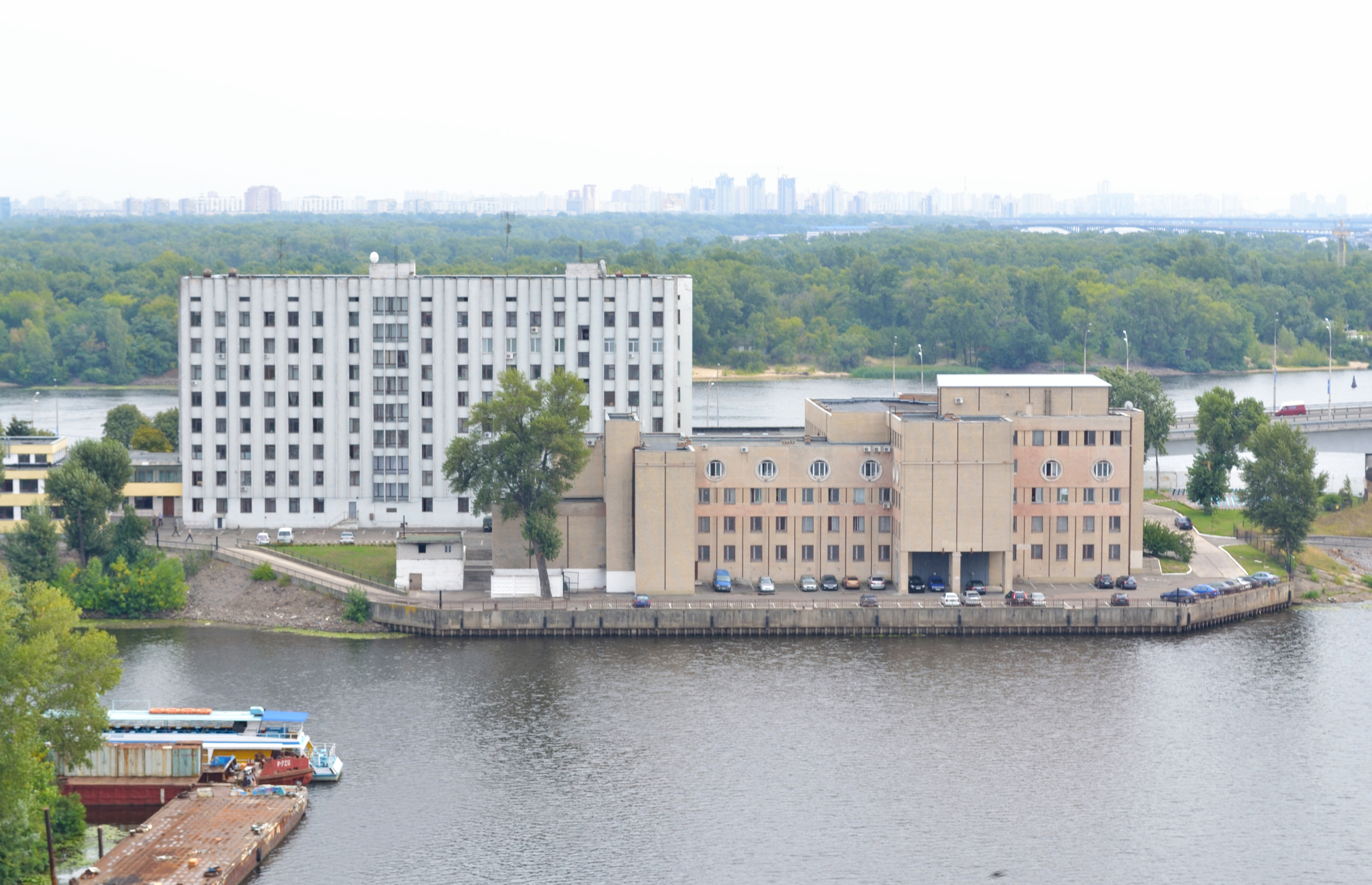
Штаб-квартира ГУР МОУ в Киеве

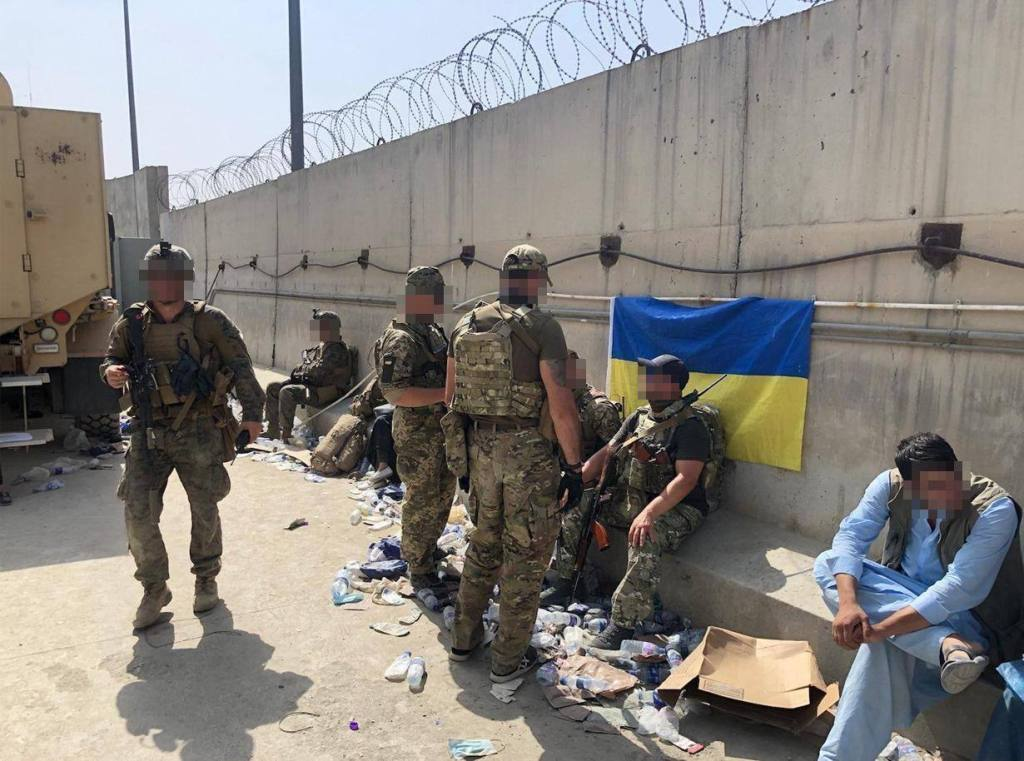
Сотрудники ГУР МО во время операции в аэропорту Кабула в августе 2021 года

После провозглашения независимости Украины 24 августа 1991 года началось создание органов государственной власти, включая разведывательные службы и органы военной разведки.
В организационное ядро разведывательной службы вошли сотрудники разведывательного управления штаба Киевского военного округа и другие офицеры.
На основе частей и подразделений военной разведки Киевского, Одесского, Прикарпатского военных округов, армии Противовоздушной обороны, 17-й воздушной армии и частично Черноморского флота создавалась фактически новая разведывательная структура.
В феврале 1992 года началось формирование управления разведки ГШ МО Украины под руководством сначала полковника Н. М. Кузьмина‚ потом — полковника Виданова А. В.‚ а с июля 1992 года — генерал-майора Легоминова В. И. В этот же период времени параллельно создавалось управление военной стратегической разведки Министерства обороны Украины во главе с генерал-лейтенантом А. А. Скипальским. Данные структуры взяли на себя функции планирования и управления разведкой, а также обработки и анализа разведывательной информации с подготовкой соответствующих поточных, оперативных и срочных документов.
Последующее реформирование разведывательной системы привело к объединению в октябре 1993 года двух организаций в Главное управление военной разведки Министерства обороны Украины и оптимизировало схему разведывательного процесса.
В феврале 1992 года, после проведения Всеукраинского совещания по вопросам военного строительства, началось формирование Управления разведки Главного штаба Вооруженных Сил Украины. Организационное ядро части состояло из сотрудников разведывательного управления штаба Киевского военного округа. Начало формирования Управления происходило под руководством полковника Николая Кузьмина. Первым начальником управления стал полковник Анатолий Виданов, а с июля 1992 — генерал-майор Владимир Легоминов, который до этого возглавлял разведку Прибалтийского военного округа.
Одновременно проходило формирование организационного ядра по созданию стратегического компонента военной разведки — Главного управления военной разведки, которое проходило под руководством опытного офицера-контрразведчика генерал-лейтенанта Александра Скипальского. 7 сентября 1992 года Президент Украины подписал Указ о создании Управления военной стратегической разведки Министерства обороны Украины. Именно этот день является официальной датой создания Украинской военной разведки.
Указом Президента Украины от 6 июля 1993 года на базе Управления военной стратегической разведки Министерства обороны и разведывательного управления Главного штаба Вооруженных Сил было сформировано Главное управление военной разведки Министерства обороны Украины. Первым начальником Главного управления был назначен генерал-лейтенант Александр Скипальский. 14 апреля 1994 года Указом Президента Украины ГУВР МО был переформирован в Главное управление разведки Министерства обороны Украины (ГУР МО).
В 2003–2008 годах сотрудники ГУР принимали участие в миротворческой операции на территории Ирака. Разведывательное подразделение действовало вместе с 7-й отдельной механизированной бригадой ВСУ в составе украинского миротворческого контингента.
18 августа 2021 года спецназ ГУР на самолетах Ил-76МД из 25-й транспортной авиационной бригады ВВС Украины вылетел в Кабул с миссией по эвакуации граждан Украины и иностранцев в рамках Кабульского воздушного моста 2021 года. Всего самолеты бригады совершили шесть рейсов и перевезли более 700 граждан разных стран. 
На фоне российского военного вторжения на Украину, стало известно, что спецподразделения ГУР стоят за подрывной деятельностью направленной на военное присутствие и интересы России в Африке. В частности, поддерживали попытки атаковать наемников ЧВК «Вагнер» в Судане и Мали, включая бой за Тинзаутен.
Многоцелевые надводные безэкипажные катера ГУР МО MAGURA V5, широко применялись для поражения кораблей Черноморского флота ВМФ России и российской военной авиации над Черным морем.

## Основные задачи
В соответствии с Законом Украины «О разведывательных органах Украины» на Главное управление разведки Министерства обороны Украины возлагаются следующие задачи:
- добывание, аналитическая обработка и предоставление определенным Законом Украины «О разведывательных органах Украины» органам государственной власти разведывательной информации;
- осуществление специальных мероприятий, направленных в поддержку национальных интересов и государственной политики Украины в экономической, политической, военной, военно-технической, экологической и информационной сферах, укрепления обороноспособности, экономического и научно-технического развития, защиты и охраны государственной границы;
- участие в борьбе с терроризмом, международной организованной преступностью, незаконным обращением наркотических средств, незаконной торговлей оружием и технологией её изготовления, незаконной миграцией в порядке, определенном законом;
- обеспечение безопасности функционирования учреждений Украины за рубежом, безопасности их сотрудников и членов их семей в стране пребывания, а также откомандированных лиц за пределы Украины, которые ознакомлены с данными, что содержат государственную тайну;
- употребление мероприятий противодействия внешним угрозам национальной безопасности Украины, жизни, здоровью её граждан и объектам государственной собственности за пределами Украины.

## Структура

### Департаменты
- Департамент стратегической разведки
- Департамент Разведывательного обеспечения Генерального штаба
- Департамент информационного обеспечения
- Департамент Реализации кадровой политики
- Департамент Материально-технического обеспечения

### Управления
- Управление собственной безопасности
- Организационно-плановое управление
- Управление автоматизации и связи
- Финансово-экономическое управление
- Управление защиты информации и государственной тайны

### Разведывательно-диверсионные подразделения

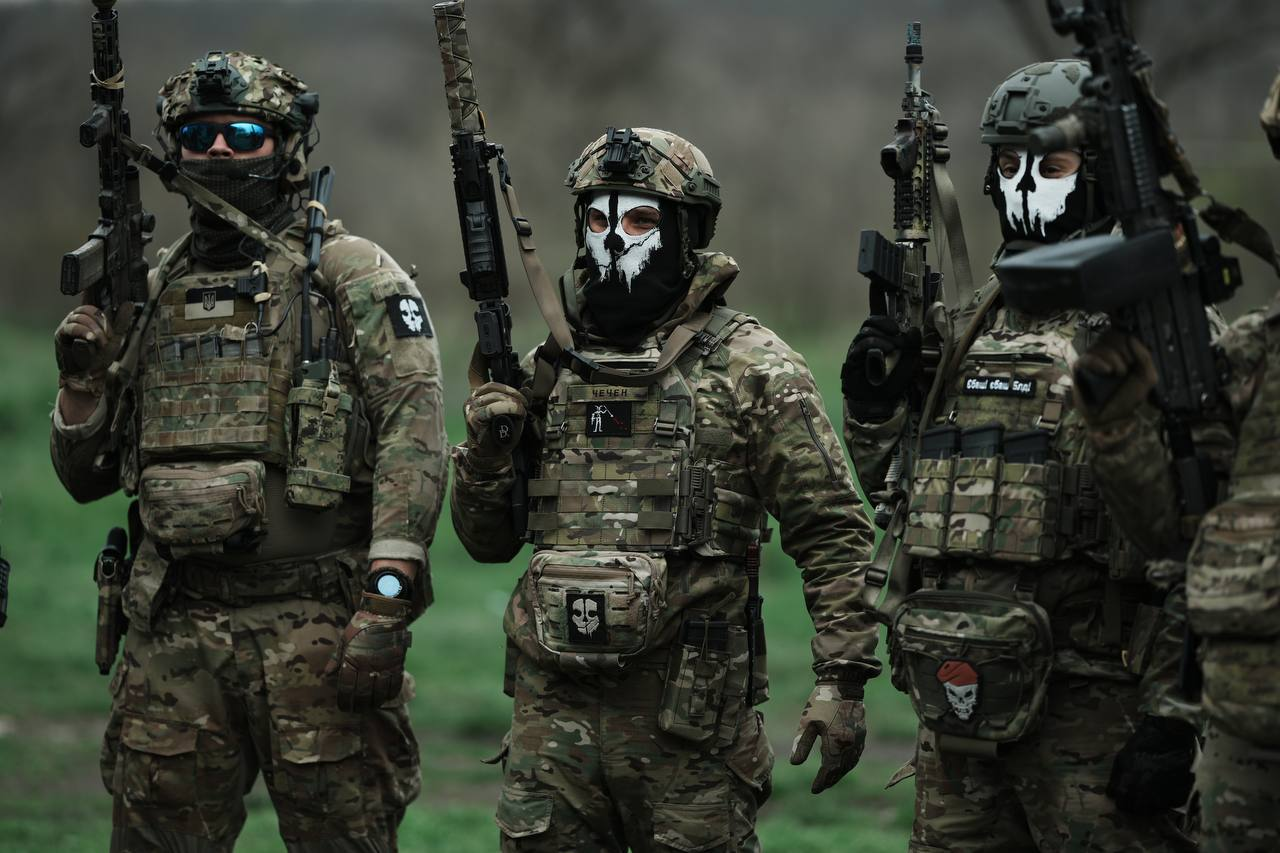
Бойцы батальона «Шаман»

- 10-й отдельный отряд специального назначения (г. Киев, в/ч А2245). Подразделение специального назначения Вооруженных сил Украины. Единственная силовая структура, подчиненная непосредственно Главному управлению разведки Минобороны Украины. Командиры: подполковник Горошко, Ярослав Павлович (1993—1994), полковник Галва, Вячеслав Анатольевич[укр.] (—2010), полковник Шаповал, Максим Михайлович (2013—2017).
- Спецподразделение «Артан»[укр.]
- Батальон «Братство»
- Кабул 9[укр.]
- Спецподразделение «Кракен»
- Спецподразделение «Крылья»[укр.]
- Батальон «Реванш»[укр.]
- Батальон «Шаман»

### Центры РЭР
- Региональный центр РЭР «Запад»[укр.]
- Региональный центр РЭР «Север»[укр.]
- Региональный центр РЭР «Юг»[укр.]

### Прочие части
- 49-й учебный разведывательный центр[укр.]
- Международный легион ГУР Министерства обороны Украины[укр.] (в составе Интернационального легиона обороны Украины)

## Руководители
Начальник Главного управления разведки МО назначается на должность и освобождается от должности Президентом Украины по представлению Министра обороны Украины, осуществляет непосредственное руководство ГУР МО.
Посты начальника ГУР МОУ занимали:
- генерал-лейтенант Скипальский, Александр Александрович (с 16 октября 1992 года)
- генерал-полковник Смешко, Игорь Петрович (с 9 июня 1997 года)
- генерал-полковник Палий, Виктор Николаевич (с 29 сентября 2000 года)
- Галака, Александр Иванович[укр.] (с 13 марта 2003 года)
- генерал-лейтенант Гвоздь, Виктор Иванович (с 17 января 2008 года)
- генерал-полковник Гмыза, Сергей Александрович[укр.] (с 17 августа 2010 года)[9]
- генерал-майор Павлов, Юрий Анатольевич[укр.] (с 3 марта 2014 года)[10]
- генерал-лейтенант Кондратюк, Валерий Витальевич (с 3 марта 2015 года)[11]
- генерал-полковник Бурба, Василий Васильевич (с 15 октября 2016 года)
- генерал-лейтенант Буданов, Кирилл Алексеевич (с 5 августа 2020 года)

## Символика
24 октября 2016 года была представлена оновленная символика военной разведки Украины, на которой изображена летящей серебряная сова c золотым мечом в лапах на фоне схематично изображенного северного полушария Земли. Отдельно на логотипе цветом схематично выделена территория Российской Федерации, при этом меч расположен над ней, а своим острием он направлен на Республику Алтай. Над совой расположен герб Украины. Сова на гербе использована как древний символ мудрости. 
По кругу логотипа размещены две надписи. Одна на украинском — «Воєнна розвідка України» («Военная разведка Украины»), вторая на латыни — «Sapiens dominabitur astris» («Мудрые будут править звездами»). Таким образом эмблема противопоставляется прежней официальной символике российской военной разведки, на которой была изображена летучая мышь и девиз «Выше нас только звёзды»; в 2002 году они были заменены на пятиконечную гвоздику и гренаду, но неофициально еще используются.
Широкая общественность узнала о новой символике после того, как на сайте президента страны Петра Порошенко были опубликованы фотографии с представлением нового начальника Главного управления разведки Министерства обороны Украины Василия Бурбы.
Согласно Приказу Министерства обороны Украины от 25.01.24 № 53 «Об утверждении изменений в Приказ № 606», официально утвержден дизайн нарукавной эмблемы для форменной одежды военнослужащих Главного управления разведки Министерства обороны Украины — белый трезубец на черном фоне.

Эмблема ГУР МОУ
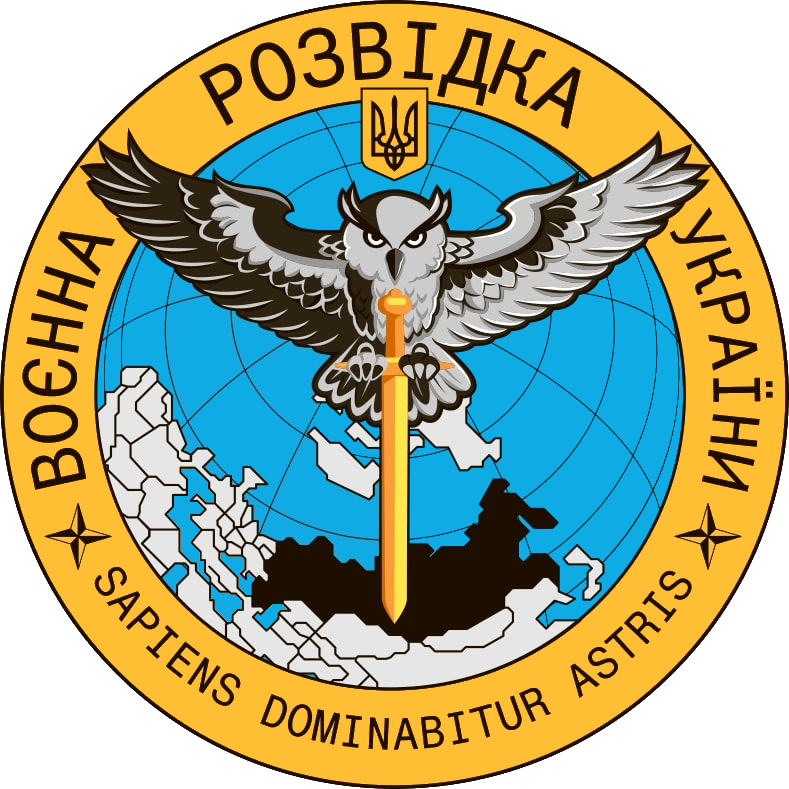
Большая эмблема ГУР МОУ
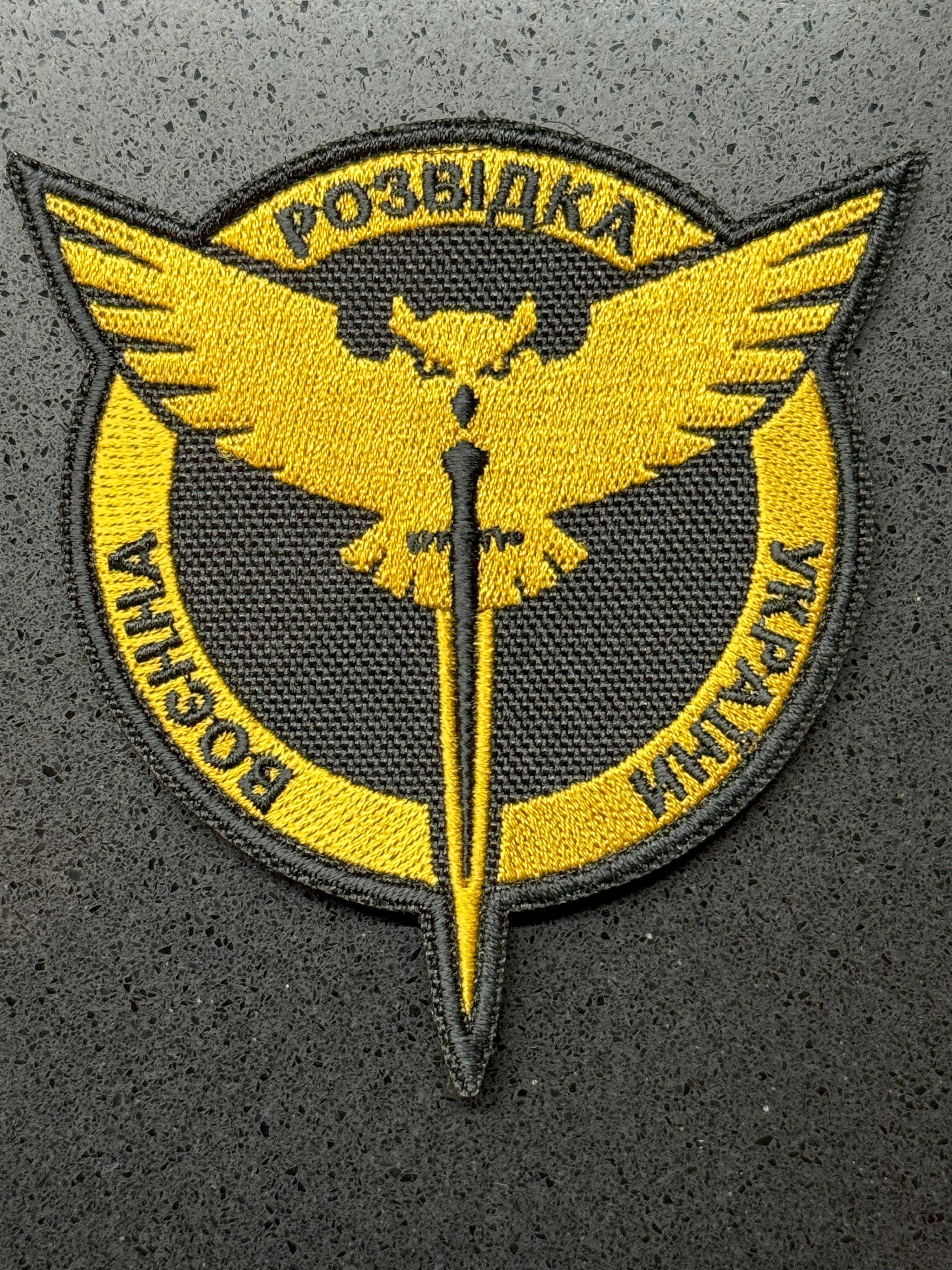
Малая эмблема ГУР МОУ